# Jaska Raatikainen
Jaakko "Jaska" Raatikainen eller Jaska W. Raatikainen (født d. 18. juli 1979) er trommeslager for det finske melodiske dødsmetalband Children of Bodom.

## Biografi
Jaska Raatikainen i byen Espoo i Finland. Hans første instrument var klaveret og gennem det meste af sin barndom spillede han også valdhorn i et big band som gjorde han senere mødte Alexander Kuoppala. I en alder af 12 år begyndte han at spille trommer inspireret af musikere som Scott Travis (fra Judas Priest) og Mikkey Dee (fra Motörhead)
Da Jaska mødte Alexi Laiho i skolen  fandt de ud af at de havde lignende ideer og samme musiksmag. De begyndte derved at spille sammen og tænke på at danne et band som senere blev til Children of Bodom.